# Türkiye 1. Basketbol Ligi 1978-1979
La Türkiye 1. Basketbol Ligi 1978-1979 è stata la 13ª edizione del massimo campionato turco di pallacanestro maschile. La vittoria finale è stata ad appannaggio dell'Efes Pilsen.

## Risultati

### Stagione regolare
|     | Squadra          | G  | V  | N | P  | PF | PS | Pt. | Qualificazione |
| --- | ---------------- | -- | -- | - | -- | -- | -- | --- | -------------- |
| 1.  | Eczacıbaşı       | 22 | 19 | 0 | 3  |    |    | 60  | fase finale    |
| 2.  | Tofaş SAS        | 22 | 17 | 1 | 4  |    |    | 57  | fase finale    |
| 3.  | Efes Pilsen      | 22 | 15 | 3 | 4  |    |    | 55  | fase finale    |
| 4.  | Ziraat Fakültesi | 22 | 12 | 0 | 10 |    |    | 46  | fase finale    |
| 5.  | Karşıyaka        | 22 | 11 | 1 | 10 |    |    | 45  | fase finale    |
| 6.  | Beşiktaş         | 22 | 11 | 1 | 10 |    |    | 45  |                |
| 7.  | Meysu Yenişehir  | 22 | 9  | 2 | 11 |    |    | 42  |                |
| 8.  | Şekerspor        | 22 | 9  | 1 | 12 |    |    | 41  |                |
| 9.  | Ankara DSİ       | 22 | 7  | 1 | 14 |    |    | 37  |                |
| 10. | Taçspor          | 22 | 5  | 2 | 15 |    |    | 34  |                |
| 11. | Fenerbahçe       | 22 | 6  | 0 | 16 |    |    | 34  |                |
| 12. | Galatasaray      | 22 | 5  | 0 | 17 |    |    | 30  |                |

### Fase finale
|    | Squadra          | G | V | N | P | PF  | PS  | Pt. |
| -- | ---------------- | - | - | - | - | --- | --- | --- |
| 1. | Efes Pilsen      | 8 | 6 | 0 | 2 | 714 | 646 | 20  |
| 2. | Eczacıbaşı       | 8 | 6 | 0 | 2 | 706 | 647 | 20  |
| 3. | Karşıyaka        | 8 | 3 | 1 | 4 | 608 | 644 | 15  |
| 4. | Tofaş SAS        | 8 | 2 | 1 | 5 | 652 | 696 | 13  |
| 5. | Ziraat Fakültesi | 8 | 2 | 0 | 6 | 629 | 676 | 12  |

| Türkiye 1. Basketbol Ligi 1978-1979 |
| ----------------------------------- |
| Efes Pilsen 1º titolo               |

## Formazione vincitrice
| N° | Naz.                   | Ruolo | Sportivo        |  | Alt. |  |
| -- | ---------------------- | ----- | --------------- |  | ---- |  |
|    | Turchia (bandiera)     |       | Hakan Artış     |  |      |  |
|    | Turchia (bandiera)     |       | Mehmet Döğüşken |  |      |  |
|    | Turchia (bandiera)     |       | Aytek Gürkan    |  |      |  |
|    | Turchia (bandiera)     |       | Fensal Gürkan   |  |      |  |
|    | Turchia (bandiera)     |       | Doğan Hakyemez  |  |      |  |
|    | Turchia (bandiera)     |       | Cengiz Kayatürk |  |      |  |
|    | Turchia (bandiera)     |       | Ömürden Kısagün |  |      |  |
|    | Stati Uniti (bandiera) |       | Billy Lewis     |  |      |  |
|    | Turchia (bandiera)     |       | Erdim Öztokat   |  |      |  |
|    | Stati Uniti (bandiera) | AC    | Jeff Wilkins    |  | 211  |  |
|    | Turchia (bandiera)     |       | Murat Yosmaoğlu |  |      |  |
|    | Turchia (bandiera)     | All.  | Faruk Akagün    |  |      |  |